# Старый Коврай
Ста́рый Ковра́й (укр. Стари́й Ковра́й) — село в Чернобаевском районе Черкасской области Украины.

## История
В июле 1995 года Кабинет министров Украины утвердил решение о приватизации находившегося здесь племзавода.
Население по переписи 2001 года составляло 950 человек.

## Местный совет
19954, Черкасская обл., Чернобаевский р-н, с. Старый Коврай, ул. Парковая, 1

## Известные жители и уроженцы
- Давиденко, Григорий Иванович (1921 — 1945) — Герой Советского Союза
- Двирна, Вера Филипповна (род. 16.04.1935) — Герой Социалистического Труда.